# Enrico Giaccone

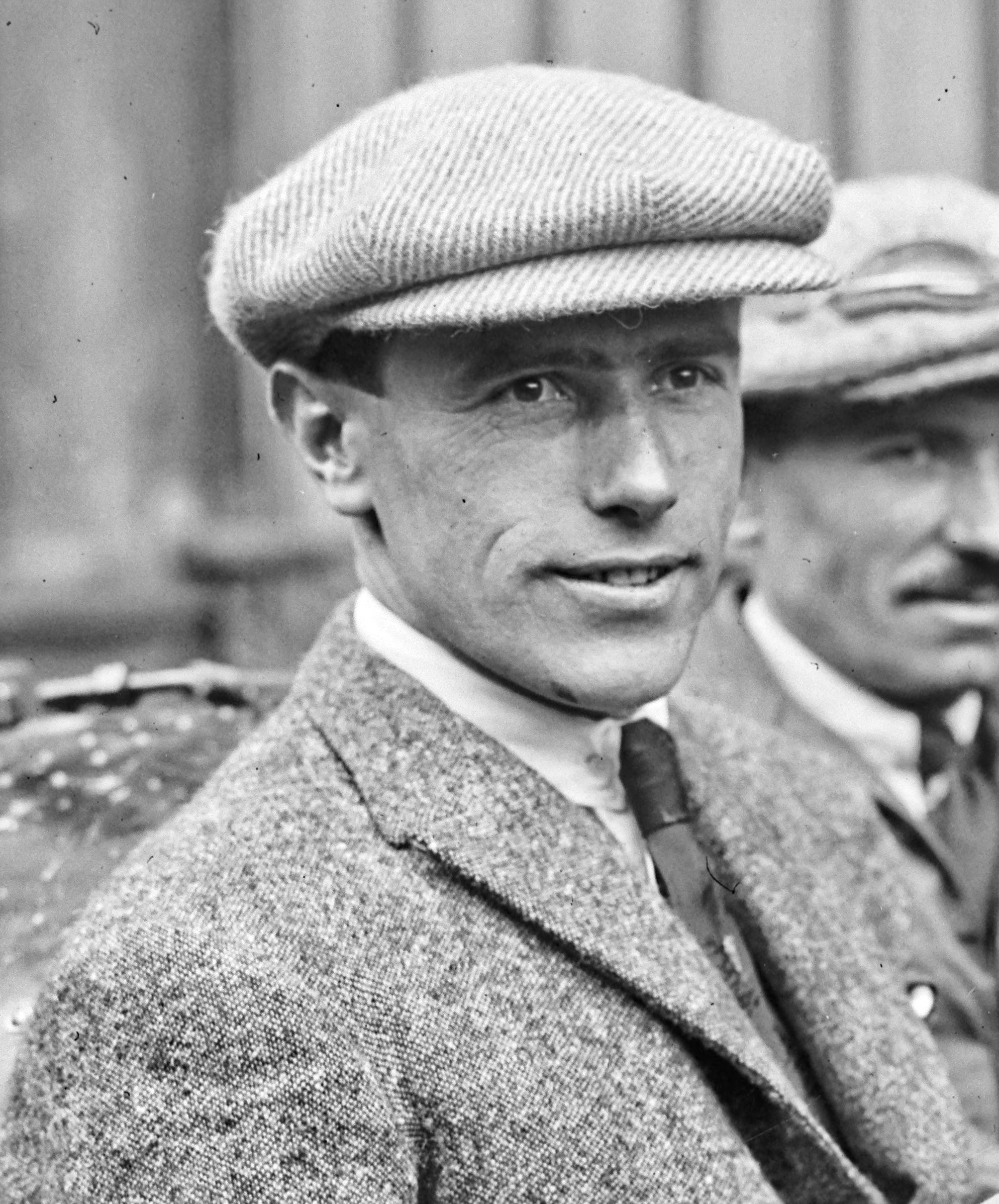
Enrico Gaiccone, hier beim Großen Preis von Frankreich 1922.

Enrico Giaccone (* 20. Juli 1890 in Turin; † 26. August 1923 in Monza) war ein italienischer Automobilrennfahrer.

## Karriere

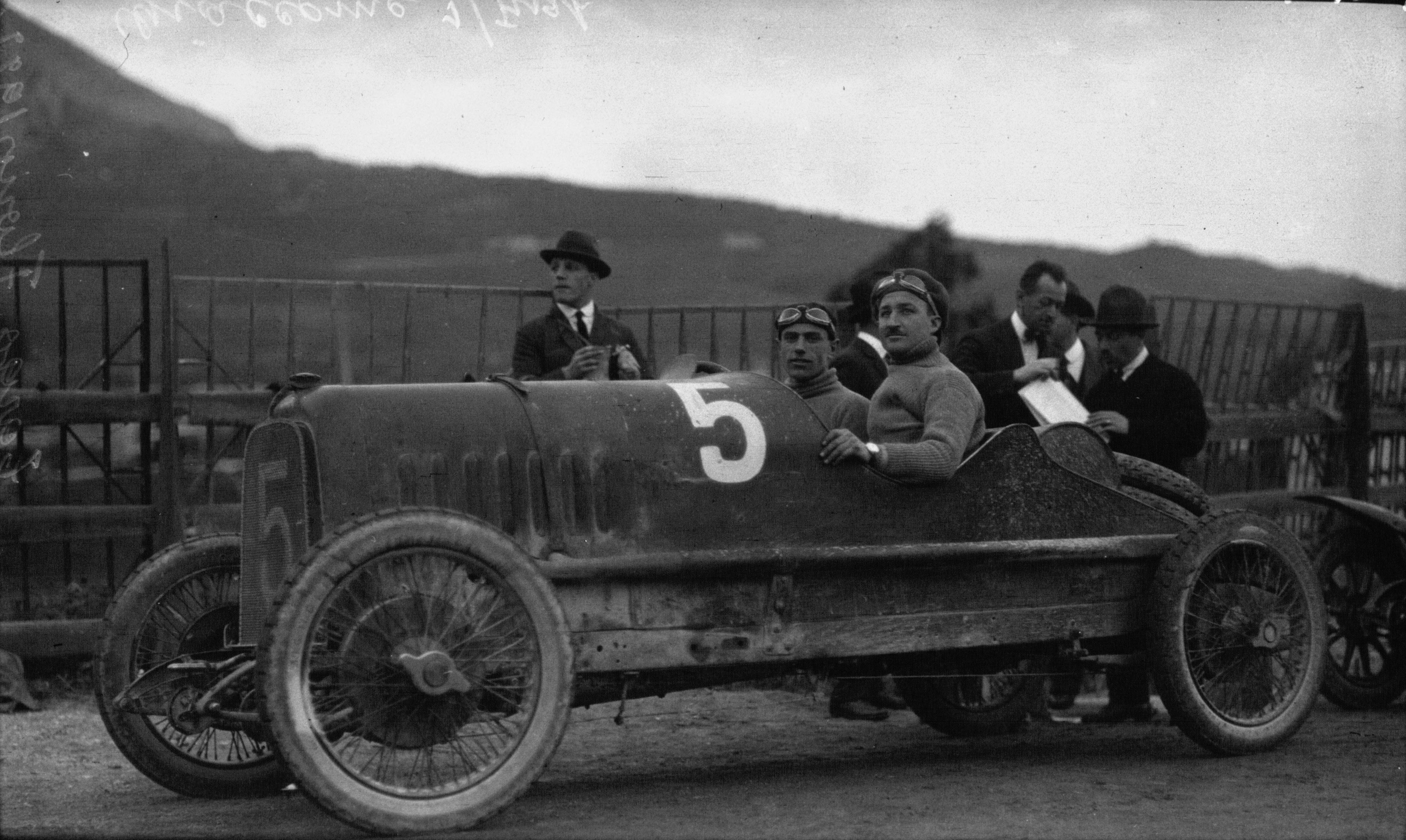
Giaccone bei der Targa Florio 1922

Enrico Giaccone war Werksfahrer bei Fiat, die in seiner Heimatstadt Turin ansässig waren. Am 2. April 1922 belegte er bei der Targa Florio auf Sizilien auf einem 1,5-Liter-Fiat-802/403 den fünften Gesamtrang. Nach vier Runden auf dem 108 km langen Medio circuito delle Madonie und einer Renndauer von 7:11.23,2 Stunden hatte er im Ziel einen Rückstand von 20.33,0 Minuten auf den Sieger Giulio Masetti auf einem 4,5-Liter-Mercedes-115-PS-Grand-Prix-Rennwagen.
Am 3. September 1922 belegte er beim II Gran Premio delle Vetturette auf der Hochgeschwindigkeitsbahn von Monza hinter seinem Fiat-Kollegen Pietro Bordino und vor Evasio Lampiano und Carlo Salamano Rang zwei und war somit am Vierfacherfolg der 502-SS-Werkswagen beteiligt. Eine Woche später kam er wegen technischer Probleme an seinem Fiat 804 beim Großen Preis von Italien in Monza nicht vom Start weg und fiel aus. 
In der folgenden Saison ereilte ihn am 2. Juli beim Großen Preis von Frankreich mit dem neuen 805/405 nach 16 der vorgesehenen 35 Runden ein Motorschaden, der ebenfalls zum Ausfall führte.

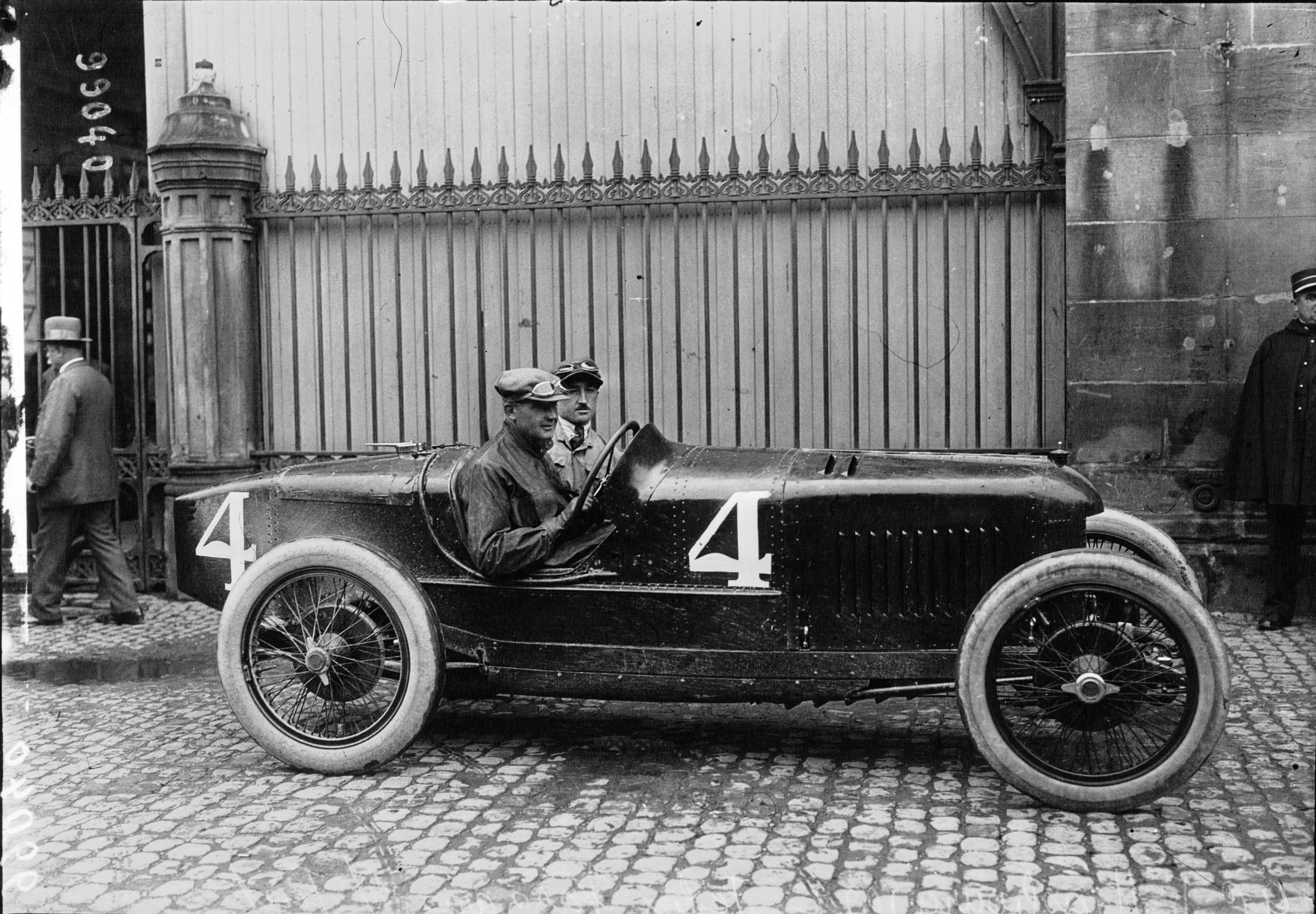
Ein Fiat 804 baugleich zum Unfallwagen (hier mit Felice Nazzaro und Evasio Lampiano)

### Tödlicher Unfall
Enrico Giaccone verunglückte am 26. August 1923 bei Testfahrten in Monza tödlich. Das Fiat-Team war mit zwei Vorjahres-Grand-Prix-Wagen vom Typ 804 und den Fahrern Giaccone, Salamano, Bordino und dessen Mechaniker Ambrogio Bruno nach Monza gekommen, um für den am 9. September vorgesehenen Großen Preis von Italien, der gleichzeitig der Große Preis von Europa war, zu testen. Es sollte vor allem der genaue Kraftstoffverbrauch unter Rennbedingungen ermittelt werden.

Das Autodromo Nazionale Monza mit der Unfallstelle in der Curva nord alta velocità (Nr. 8).

Alle vier Piloten wechselten sich als Fahrer und Beifahrer ab. Giaccone absolvierte einige Runden mit Salamano an seiner Seite, dann wechselte er den Wagen und fuhr bei Bordino mit. Kurz nach 12:30 Uhr gingen die beiden nach einem kurzen Stopp auf einen schnellen Fünf-Runden-Turn. Bei der Anfahrt auf die Curva nord alta velocità des Sopraelevata genannten Ovalkurses brach an Bordinos Wagen ein Fahrwerksteil, sodass der ein Rad verlor. Bordino verlor bei etwa 140 km/h die Kontrolle über das Fahrzeug, das über die Piste rutschte, beinahe in die Unterführung fiel und Feuer fing. Salamano, der in der Box saß und seine Teamkollegen beobachtete, erblickte die Rauchsäule des brennenden Wagens. Er und ein Mechaniker machten sich mit einem Servicefahrzeug auf den Weg, um Erste Hilfe zu leisten. Als sie an der Unfallstelle ankamen, fanden sie Giaccone bei Bewusstsein vor. Bordino hatte Brustverletzungen und ein gebrochenes Handgelenk. Sie brachten die beiden Piloten ins Ospedale Umberto I nach Monza, wo Enrico Giaccone kurz nach der Ankunft verstarb.
Enrico Giaccone wurde 33 Jahre alt. Er hinterließ seine Frau Gina. Die Beisetzung fand unter großer Anteilnahme statt. Unter den Trauergästen befanden sich Giovanni Agnelli sowie weitere hochrangige Vertreter des Fiat-Konzerns.
Enrico Giaccone war der dritte von drei Fiat-Werksfahrern, die innerhalb von nur 13 Monaten mit dem 804 tödlich verunglückten. Am 15. Juli 1922 starb Biagio Nazzaro bei einem Rennunfall beim Großen Preis von Frankreich und zwei Monate vor Giaccones Tod verunglückte Evasio Lampiano beim Bergrennen Course de Côte de la Faucille am Col de la Faucille bei Gex in der Schweiz.
Nach langem Überlegen entschied sich Fiat, das Team beim Großen Preis von Italien antreten zu lassen. Trotz seines gebrochenen Handgelenkes ging Bordino an den Start. Er übernahm die Führung und drehte die schnellste Rennrunde, obwohl er nur einarmig fuhr und sein Beifahrer Bruno für ihn die Gänge wechselte. Jedoch musste er nach 45 der 80 Runden entkräftet aufgeben. Carlo Salamano und Felice Nazzaro feierten daraufhin für Fiat einen Doppelsieg. Das Rennen wurde von einem weiteren tödlichen Zwischenfall überschattet. Am 8. September verunglückte der Alfa-Romeo-Werksfahrer Ugo Sivocci tödlich.

## Verweise